# Noodstroomvoeding

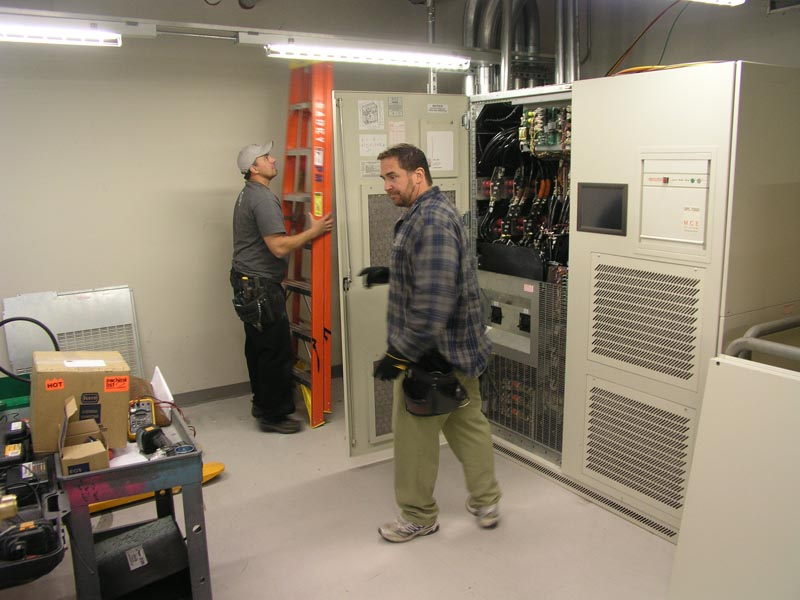
500 kVA UPS wordt geïnstalleerd in datacentrum

Noodstroomvoeding is de voeding van een elektrisch netwerk, die in bedrijf komt zodra de gebruikelijke primaire voeding (bijvoorbeeld netspanning van het elektriciteitsbedrijf) uitvalt. Om de noodstroomvoorziening in te schakelen moet eerst worden voldaan aan twee voorwaarden:
1. de frequentie van het voedende net komt onder de 6% van de gebruikelijke frequentie voor de tijdsduur van 6 seconden (de frequentie van het Europese elektriciteitsnet is 50 Hz).
2. de effectieve spanning wijkt meer dan x% af van de effectieve spanning die gebruikelijk is. Deze getolereerde afwijking is afhankelijk van de aangesloten apparatuur.

Een noodstroominstallatie die de netspanning kan overnemen zonder onderbreking wordt een "nobreak-installatie" genoemd. Vaak wordt hiervoor een combinatie van een UPS (zie onder) en een noodstroomaggregaat (NSA) toegepast. De UPS verzorgt de voeding tijdens de eerste minuten, hierna neemt de NSA dit over en laadt de UPS weer op. De UPS is op zichzelf geen noodstroomvoeding te noemen omdat een UPS het net niet semipermanent kan vervangen.

## UPS (niet-onderbreekbare voeding)
Een Uninterruptible Power Supply (UPS) is een voeding die ononderbroken spanning levert aan achterliggende apparatuur. Een andere term die hiervoor gebruikt wordt, is nobreakvoeding. Wanneer het voor gebruikers van netspanning belangrijk is dat ze van een continue spanning worden voorzien dan worden deze achter een UPS-installatie geplaatst. Men vindt dit soort installaties dan ook bij datacentra, banken, verzekeringen en elke andere toepassing waar een 100% netspanning gegarandeerd moet worden.
Er zijn twee soorten van UPS-systemen op de markt:
1. statische UPS-systemen, waarbij de uitgangsspanning wordt opgewekt door een actief component, bijvoorbeeld een Insulated-gate bipolar transistor (IGBT).
2. dynamische UPS-systemen, waarbij de uitgangsspanning wordt opgewekt door een generator.

Er zijn daarnaast twee verschillende vormen van energieopslagmedia in gebruik:
1. door middel van batterijen of accu's (ook wel statische opslag genoemd).
2. door middel van een vliegwiel (ook wel dynamische opslag genoemd)

Voor grote vermogens worden dynamische UPS-systemen gebruikt en voor de kleinere vermogens (< 1000 kVA) statische UPS-systemen. Vliegwielen en batterijen kunnen voor ieder vermogen gebruikt worden. Dus het soort energieopslag is onafhankelijk van het vermogen.

### Statische UPS
De statische 'UPS bestaat bij kleine vermogens gewoonlijk uit een gelijkrichter, een accu en een wisselrichter. Karakteristieken van een UPS zijn:
- het maximaal te leveren vermogen
- de maximale tijd dat de UPS dit vermogen kan leveren (vaak enkele minuten).

Een kleinere UPS kan bijvoorbeeld 500 VA leveren en daarmee een pc gedurende enige tientallen minuten voeden. Grote UPS-systemen kunnen tot enkele MVA (MegaVA) leveren en complete computerruimtes en datacentra van stroom voorzien totdat een NSA deze taak overneemt. Veelal is het systeem modulair opgebouwd en kan in de loop van de tijd worden aangepast aan veranderende behoeften.
De UPS kan zo met de ondersteunde systemen verbonden zijn, dat die een signaal krijgen over de status van de UPS. Als de noodstroomvoorziening leeg dreigt te raken, kunnen zo computers op tijd een shutdown uitvoeren.

#### Opbouw
Een UPS kan op verschillende manieren opgebouwd worden.
De betrouwbaarste methode is de zogenoemde double-conversion-methode: de netspanning (wisselspanning) wordt altijd omgezet in gelijkspanning. Met deze gelijkspanning worden de accu's opgeladen. Vervolgens wordt de gelijkspanning van de accu's weer omgezet in wisselspanning. De beveiligde apparatuur werkt dus altijd op de stroom van de accu's die continu worden bijgeladen. Door de elektronische regeling is de nieuwe wisselspanning altijd van juiste spanning en frequentie. Een dergelijke UPS voorkomt dus ook andere problemen dan spanningsuitval, zoals korte spanningsvallen, -pieken en netvervuiling. Doordat een double-conversion-UPS altijd in bedrijf is, is de betrouwbaarheid optimaal.
Bij een double-conversion-UPS wordt de energie twee keer omgezet, wat het rendement beïnvloedt. Een grote double conversion-UPS haalt een efficiëntie tot 97%.
Alternatieve bouwmethoden zijn de offline UPS en de line-interactive-UPS. De offline UPS (ook bekend als Standby Power Supply, SPS) staat uit, maar schakelt zeer snel (binnen 2 tot 10 ms, afhankelijk van de kwaliteit van de module) in bij een stroomstoring. Van de line-interactive-UPS zijn verschillende versies, die versies hebben gemeen dat ze de spanning "netter" maken. In de vorm dat ze deze sinusvormig maken en zonder spanningspieken voeden naar de aangesloten apparatuur. Als de spanning wegvalt dan moet deze UPS wel eerst omschakelen om de benodigde stroom te kunnen leveren. Alle offline en line-interactive-methoden hebben als nadeel dat er pas zekerheid is over het functioneren van de UPS als de stroom uitvalt. Dit wil men liever niet testen, waardoor deze bouwmethoden niet veelvuldig toegepast worden.
Een (online) UPS heeft vrijwel altijd bypass-voorzieningen. Een automatische bypass wordt ingeschakeld als de UPS het gevraagde vermogen niet kan leveren, bijvoorbeeld wegens defect of overbelasting. Een mechanische of handbypass wordt in professionele UPS-systemen toegepast om onderhoud mogelijk te maken terwijl de achterliggende installatie in bedrijf blijft.

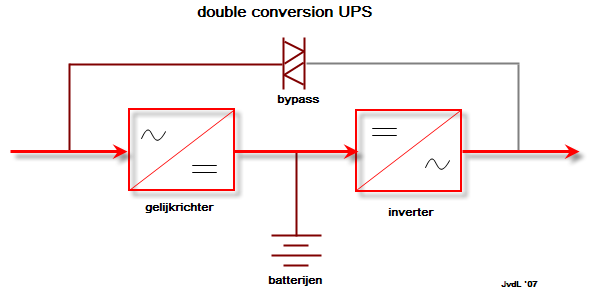
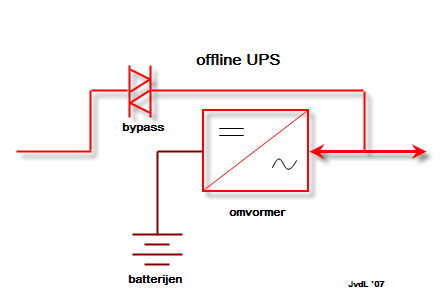
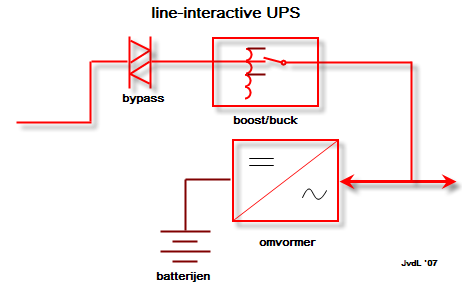
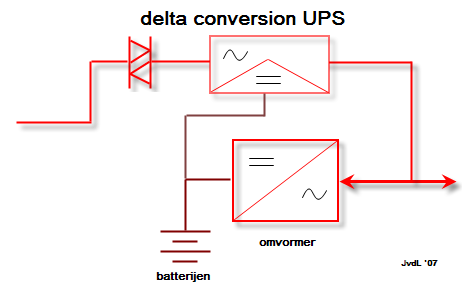

### Dynamische UPS

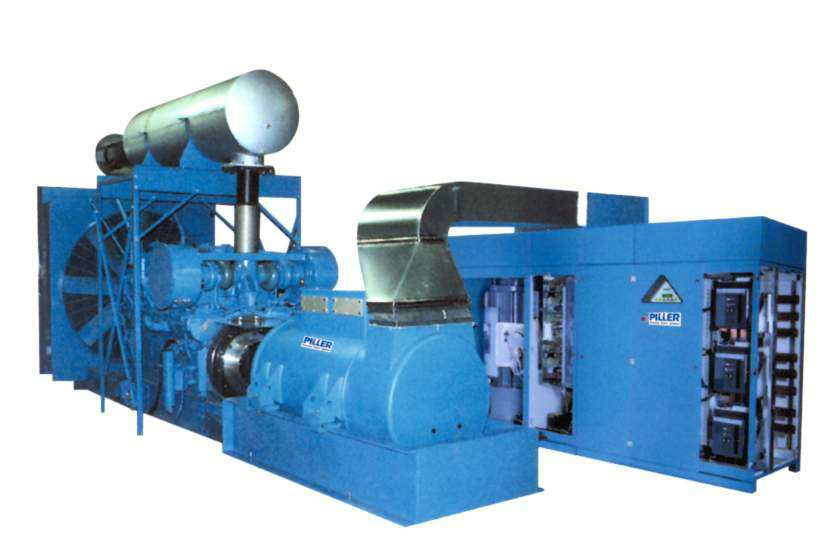
Dynamische UPS

Naast deze elektronisch opgebouwde systemen ("statische UPS-systemen") worden voor grote vermogens ook UPS-systemen toegepast op basis van mechanische componenten: de roterende UPS-systemen. Deze systemen werken met elektromotoren en generatoren en halen hun energie uit accu's of één of meerdere vliegwielen. Roterende UPS-systemen kunnen gecombineerd worden gebouwd met een dieselmotor, waardoor feitelijk de functie van een NSA gecombineerd wordt met de functie van een UPS. Roterende systemen worden hoofdzakelijk toegepast bij vermogens boven 500 kVA. Tevens is er een trend waarneembaar waarbij een hoogtoerig vliegwiel de functie overneemt van de accu. Deze techniek wordt met name gedreven door de wens naar "groenere" en efficiëntere oplossingen.
Een dynamische UPS is een UPS waarbij de uitgangsspanning door een synchrone generator wordt opgewekt. Een synchrone generator heeft geen slip, waardoor onafhankelijk van de belasting een spanning met constante frequentie wordt geleverd. In Nederland is deze frequentie 50 Hz en wordt meestal afhankelijk van het aantal polen van de generator een toerental van 1500 tpm. gebruikt. Daarnaast heeft een synchrone generator een lage impedantie, waardoor een hoog kortsluitvermogen kan worden geleverd. Dit is nodig om harmonische stromen te kunnen leveren, zoals deze gevraagd worden door geschakelde voedingen (in bijvoorbeeld pc's). In tegenstelling tot een statisch systeem hoeft een dynamisch systeem niet over te schakelen op bypass voor het leveren van het kortsluitvermogen om de zekering of beveiliging aan te laten spreken.
De dynamische UPS bestaat in de meeste gevallen uit een combinatie van energieopslag en een NSA. In sommige gevallen wordt echter alleen de energieopslag gebruikt. Hierdoor ontstaat een soort super filter waarmee alle netspanningsproblemen tot en met spanningsafwezigheid van maximaal 15 seconden geëlimineerd worden.

#### Met gescheiden dieselmotor
Hierbij wordt de kinetische energie of de spanning uit de batterijen gebruikt om voor een korte tijd vermogen te leveren. Afhankelijk van het gebruikte opslag medium en afgenomen vermogen is dit van 8-15 seconden tot enkele minuten. In de tussentijd wordt een NSA gestart en als deze spanning levert aan de rail, dan wordt deze gekoppeld met de belasting, waarna het systeem over de UPS loopt.
Zoals in beide figuren is te zien, zijn er ook bij dynamische UPS-systemen verschillende mogelijkheden van energieopslag, namelijk via een vliegwiel of met een accu. In de meeste gevallen wordt bij de dynamische UPS een vliegwiel gebruikt. Dit levert een grote plaatsbesparing op, is veel betrouwbaarder dan accu's en behoort hiermee tot de "groene" energie systemen.

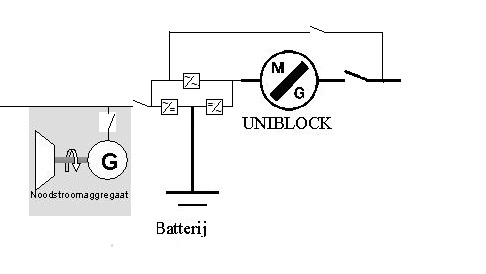
Roterende omvormer met batterijen
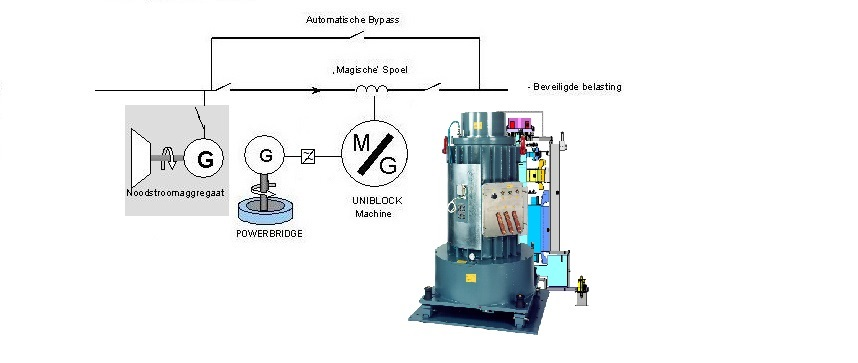
Roterende omvormer met vliegwiel

De werking:

Op het moment dat er een spanningsuitval plaatsvindt, wordt de ingangsschakelaar van de dynamische UPS geopend. Het energie medium levert de spanning aan de UPS rail. Op het moment dat de ingangsschakelaar geopend wordt, wordt ook het NSA gestart. Na een bepaalde tijd (meestal ca. 5 à 6 seconden) levert het NSA zijn spanning. Op dit moment wordt er gesynchroniseerd over de ingangschakelaar, zodat de uitgangsspanning van het NSA in de pas loopt met de uitgangsspanning van de UPS (dit duurt ook ongeveer 1 à 2 seconden). Na deze tijd (ca. 8 seconden) kan de ingangschakelaar van de UPS weer gesloten worden, waarna de spanningsvoorziening plaatsvindt via het NSA. Normaal gesproken wordt er vanuit het NSA een “ready”-signaal verstuurd, waarna de belasting via een ramp-up gekoppeld wordt aan de NSA, dit om de belasting geleidelijk over te nemen. Het vliegwiel wordt ook opgeladen en wordt gebruikt ter ondersteuning van de dieselmotor. (om bijvoorbeeld een stapbelasting te kunnen leveren)

#### Met geïntegreerde dieselmotor (DRUPS)
Een veelvoorkomend systeem voor grote vermogens is een dynamische UPS met geïntegreerde dieselmotor. Deze systemen worden ook DRUPS genoemd en ook wel roterende UPS'en.
Het is vrijwel hetzelfde principe als hierboven beschreven maar in dit geval wordt op de as van de generator een dieselmotor geflenst, die er dus voor zorgt dat als de netspanning wegvalt, de dieselmotor de generator aandrijft en daardoor de volledige stroomverzorging voor zijn rekening neemt. Dit zou zo werken als een dieselmotor gelijk op toeren is en zijn spanning zou afgeven. Dit is jammer genoeg niet het geval. Het duurt ongeveer 8 seconden voor een dieselmotor op toeren is en zijn spanning afgeeft. In die tussentijd zal er dus nog iets moeten gebeuren.
Hiervoor gebruikt men kinetische energie. Dit is energie die ervoor zorgt dat gedurende de tijd dat de dieselmotor opstart de generator toch op toeren blijft.
Een DRUPS is altijd efficiënter dan een los systeem omdat er een generator minder wordt gebruikt. De generator van de NSA is namelijk niet meer nodig.

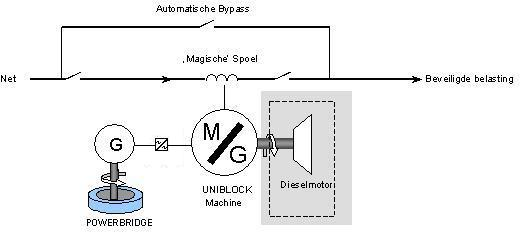
Principe/schema DRUPS

## Noodstroomaggregaat

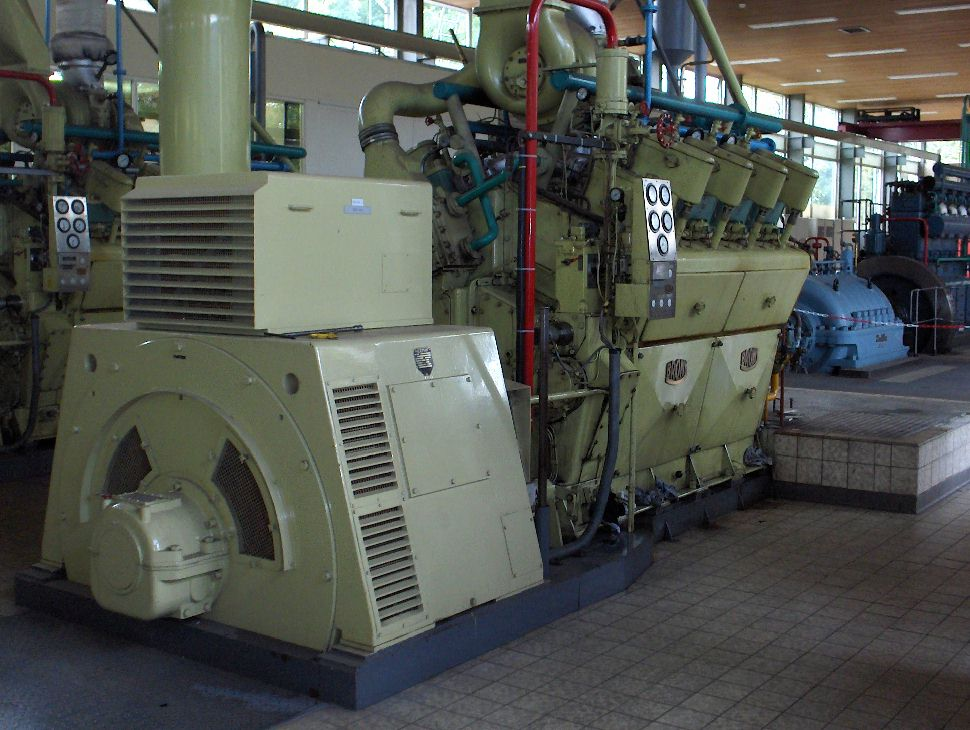
Noodstroomaggregaat in drinkwaterpompstation; Brons tweetaktdieselmotor met Heemaf generator

Een noodstroomaggregaat (NSA), ook wel 'noodstroomdiesel', is een combinatie van een dieselmotor en een generator. Een NSA levert in tegenstelling tot een UPS niet meteen elektriciteit; dit duurt ongeveer 15 seconden, omdat na lichtnetuitval de dieselmotor eerst moet starten en aanlopen.
Het grote voordeel van een noodstroomdiesel is dat deze een groot vermogen gedurende een langere tijd kan leveren. Een vermogen van 5 MW constant is geen uitzondering. Hierbij moet uiteraard rekening worden gehouden met de benodigde dieselolieopslag.
Een combinatie van de beide systemen biedt het voordeel van een ononderbroken stroomvoorziening met een lange overbruggingstijd.
NSA's worden bijvoorbeeld gebruikt in ziekenhuizen en waterzuiveringen en pompstations om bij uitval van elektriciteit toch door te kunnen werken. Ook op vliegvelden worden NSA's toegepast. Hier wordt dan vaak maar een deel van de installatie door gevoed, zoals brandmeldinstallaties, luchtverkeersleiding, toegangscontrole en noodverlichting. Ook enkele liften blijven meestal functioneren, om eventueel een ontruiming veilig te laten verlopen.